# Jasenica (Modriča)
Jasenica (szerbül: Јасеница), település Bosznia-Hercegovinában, Modriča községben, a Szerb Köztársaság északi régiójában. Jasenica településnek a Boszniai Szerb Köztársasághoz került, nyugati része.

## Fekvése
A település Bosznia-Hercegovina északi részén, Dobojtól légvonalban 23, közúton 30 km-re északkeletre, községközpontjától légvonalban 13, közúton 25 km-re délre, a Trebava-hegység területén, a Jasenica-patak völgyében és a környező hegyekben, 250-540 méteres magasságban fekszik.

## Népessége
| Nemzetiségi csoport | Népesség 1991 | Népesség 2013 |
| ------------------- | ------------- | ------------- |
| Szerb               | 231           | 46            |
| Bosnyák             | 330           | 0             |
| Horvát              | 0             | 0             |
| Jugoszláv           | 8             | 0             |
| Egyéb               | 10            | 0             |
| Összesen            | 579           | 46            |

## Története
A település 1878-ig tartozott az Oszmán Birodalomhoz. Ekkor a berlini kongresszus határozata alapján az Osztrák-Magyar Monarchia része lett. 1879-ben az első osztrák-magyar népszámlálás során a Gradačaci járáshoz és Zelinja Pravoslavna községhez tartozó településnek, 16 háztartása és 127 ortodox lakosa volt. A monarchia szétesésével 1918-ban előbb a Szerb-Horvát-Szlovén Királyság, majd 1929-től a Jugoszláv Királyság része lett. Az 1929-es törvény értelmében, amikor Bosznia-Hercegovinát négy banovinára, Drinskára, Vrbaskára, Zetskára és Primorskára osztották, a település a Vrbaska banovina (Orbászi Bánság) része lett, amelynek székhelye Banja Luka volt. 1939-ben a közigazgatás átszervezésével a Hrvatska banovina (Horvát Bánság) része lett.
A második világháborúban Jugoszlávia megszállása után a Független Horvát Állam (NDH) része lett. A második világháború után 1992-ig a település a szocialta Jugoszlávia keretében a Bosznia-Hercegovinai Népköztársaság része volt. A boszniai háborút lezáró daytoni békeszerződés rendelkezése alapján az ország területét felosztották a Bosznia-hercegovinai Föderáció és a boszniai Szerb Köztársaság között. A békeszerződés utáni területmegosztási megállapodás értelmében a település a Boszniai Szerb Köztársasághoz került. 